# Coupe du monde de ski alpin 2003-2004
Navigation
Édition précédente Édition suivante
La coupe du monde de ski alpin 2003-2004 est la 38e édition de la coupe du monde de ski alpin, compétition de ski alpin organisée annuellement. Elle se déroule du 25 octobre 2003 au 14 mars 2004.
Les hommes disputent 39 épreuves : 12 descentes, 7 super-G, 7 géants, 11 slaloms et 2 combinés.
Les femmes disputent 35 épreuves : 9 descentes, 8 super-G, 8 géants et 10 slaloms.
Au cours de la saison 2003-2004, il n'y a ni Jeux olympiques ni championnats du monde.

## Tableau d'honneur
| Catégorie | Messieurs          | Dames          |
| --------- | ------------------ | -------------- |
| Général   | Hermann Maier      | Anja Pärson    |
| Descente  | Stephan Eberharter | Renate Götschl |
| Super G   | Hermann Maier      | Renate Götschl |
| Géant     | Bode Miller        | Anja Pärson    |
| Slalom    | Rainer Schönfelder | Anja Pärson    |
| Combiné   | Bode Miller        |                |

## Résumé de la saison
Après presque deux années d'absence au plus haut niveau, Hermann Maier remporte la quatrième coupe du monde de sa carrière rejoignant ainsi au palmarès des quadruples vainqueurs du gros globe le suisse Pirmin Zurbriggen et l'italien Gustav Thöni.
Moins écrasant qu'à sa grande époque, le skieur de Flachau livre avec Stephan Eberharter un duel fratricide que Maier bien que signant moins de podiums que son compatriote (9 contre 12) remportera grâce à son omniprésence dans le top 10 sur la plupart des épreuves de la saison. Vainqueur à cinq reprises (3 super G et 2 descentes), Maier accroche outre le général son cinquième globe du super G.
Stephan Eberharter qui remporte quatre succès et signe neuf podiums en descente domine pour la troisième année consécutive la coupe du monde de la spécialité. L'autrichien avait décidé à la mi saison de mettre un terme à une carrière très riche malgré une longue traversée du désert de 5 ans entre 1992 et 1997 :
- 2 coupes du monde et 5 coupes du monde de spécialités (3 en descente et 2 en super G),
- 29 victoires en coupe du monde (18 descentes, 6 super G et 5 géants),
- 1 titre olympique en géant (2002),
- 3 titres mondiaux en super G (1991 et 2003) et combiné (1991).

Bode Miller vainqueur dans trois disciplines (3 géants, 2 combinés et 1 slalom) et remporte ses premiers globes de cristal en géant et combiné. Le jeune skieur du New Hampshire quatrième du général, marque des points dans toutes les disciplines et s'inscrit un peu plus dans la lignée des grands polyvalents.
Le slalomeur autrichien Rainer Schönfelder remporte un succès à Adelboden ne quitte quasiment jamais le top 5 de la saison et résiste jusqu'au bout au finlandais Kalle Palander pourtant victorieux à quatre reprises mais bien moins régulier.
En l'absence de Janica Kostelić qui victime de blessures récurrentes fait impasse sur toute la saison, c'est Anja Pärson qui remporte sa première coupe du monde et succède à Pernilla Wiberg dernière suédoise lauréate.
La skieuse de Tärnaby écrase les disciplines techniques en remportant 6 slaloms et 5 géants et prend assez aisément le large au général et s'assure du gros globe avant même les finales de Sestrière. Sa seule véritable rivale Renate Götschl qui à l'opposé de Pärson domine les épreuves de vitesses en signant six succès (3 descentes et 3 super G) doit faire face à une concurrence bien plus dense qui l'empêche de véritablement disputer le globe à la suédoise.
La jeune prodige allemande Maria Riesch 19 ans signe ses premières victoires dans trois disciplines (1 Descente, 1 super G et 1 slalom) et termine troisième du classement général.
Carole Montillet-Carles remporte quatre victoires (3 descentes et 1 super G). Cinquième du général, la française ne peut rien faire pour conserver son globe du super G face à la régularité de Götschl.

## Système de points
Le vainqueur d'une épreuve de coupe du monde se voit attribuer 100 points pour le classement général. Les skieurs classés aux trente premières places marquent des points.
| Place  | 1er | 2d | 3e | 4e | 5e | 6e | 7e | 8e | 9e | 10e | 11e | 12e | 13e | 14e | 15e | 16e | 17e | 18e | 19e | 20e | 21e | 22e | 23e | 24e | 25e | 26e | 27e | 28e | 29e | 30e |
| ------ | --- | -- | -- | -- | -- | -- | -- | -- | -- | --- | --- | --- | --- | --- | --- | --- | --- | --- | --- | --- | --- | --- | --- | --- | --- | --- | --- | --- | --- | --- |
| Points | 100 | 80 | 60 | 50 | 45 | 40 | 36 | 32 | 29 | 26  | 24  | 22  | 20  | 18  | 16  | 15  | 14  | 13  | 12  | 11  | 10  | 9   | 8   | 7   | 6   | 5   | 4   | 3   | 2   | 1   |

## Classement général
| Rang | Nom                | Points |
| ---- | ------------------ | ------ |
| 1    | Hermann Maier      | 1265   |
| 2    | Stephan Eberharter | 1223   |
| 3    | Benjamin Raich     | 1139   |
| 4    | Bode Miller        | 1134   |
| 5    | Daron Rahlves      | 1004   |
| 6    | Kalle Palander     | 944    |
| 7    | Michael Walchhofer | 828    |
| 8    | Lasse Kjus         | 824    |
| 9    | Hans Knauss        | 796    |
| 10   | Rainer Schönfelder | 727    |
| 11   | Bjarne Solbakken   | 696    |
| 12   | Andreas Schifferer | 694    |
| 13   | Didier Cuche       | 647    |
| 14   | Fritz Strobl       | 625    |
| 15   | Christoph Gruber   | 578    |
| 16   | Ambrosi Hoffmann   | 498    |
| 17   | Giorgio Rocca      | 452    |
| 18   | Bruno Kernen       | 416    |
| 19   | Aksel Lund Svindal | 396    |
| 20   | Antoine Dénériaz   | 370    |

| Rang | Nom                        | Points |
| ---- | -------------------------- | ------ |
| 1    | Anja Pärson                | 1561   |
| 2    | Renate Götschl             | 1344   |
| 3    | Maria Riesch               | 977    |
| 4    | Hilde Gerg                 | 962    |
| 5    | Carole Montillet-Carles    | 957    |
| 6    | Michaela Dorfmeister       | 943    |
| 7    | Martina Ertl-Renz          | 770    |
| 8    | Alexandra Meissnitzer      | 734    |
| 9    | Tanja Poutiainen           | 669    |
| 10   | Elisabeth Görgl            | 654    |
| 11   | Nadia Styger               | 606    |
| 12   | Nicole Hosp                | 566    |
| 13   | Kirsten Clark              | 456    |
| 14   | Marlies Schild             | 455    |
| 15   | Isolde Kostner             | 449    |
| 16   | Monika Bergmann-Schmuderer | 437    |
| 17   | Sarah Schleper             | 416    |
| 18   | Fraenzi Aufdenblatten      | 396    |
| 19   | Brigitte Obermoser         | 382    |
| 20   | Anna Ottosson              | 381    |

## Classements de chaque discipline
Les noms en gras remportent les titres des disciplines.

### Descente
| Rang | Nom                | Points |
| ---- | ------------------ | ------ |
| 1    | Stephan Eberharter | 831    |
| 2    | Daron Rahlves      | 627    |
| 3    | Hermann Maier      | 537    |
| 4    | Fritz Strobl       | 512    |
| 5    | Michael Walchhofer | 503    |
| 6    | Hans Knauss        | 421    |
| 7    | Antoine Dénériaz   | 367    |
| 8    | Ambrosi Hoffmann   | 317    |
| 9    | Lasse Kjus         | 316    |
|      | Didier Cuche       | 316    |

| Rang | Nom                     | Points |
| ---- | ----------------------- | ------ |
| 1    | Renate Götschl          | 680    |
| 2    | Hilde Gerg              | 546    |
| 3    | Carole Montillet-Carles | 492    |
| 4    | Isolde Kostner          | 348    |
| 5    | Michaela Dorfmeister    | 334    |
| 6    | Sylviane Berthod        | 300    |
| 7    | Maria Riesch            | 283    |
| 8    | Nadia Styger            | 252    |
| 9    | Kirsten Clark           | 228    |
| 10   | Alexandra Meissnitzer   | 225    |

### Super G
| Rang | Nom                | Points |
| ---- | ------------------ | ------ |
| 1    | Hermann Maier      | 580    |
| 2    | Daron Rahlves      | 340    |
| 3    | Stephan Eberharter | 312    |
| 4    | Bjarne Solbakken   | 298    |
| 5    | Michael Walchhofer | 243    |
| 6    | Hans Knauss        | 237    |
| 7    | Lasse Kjus         | 230    |
| 8    | Benjamin Raich     | 215    |
| 9    | Andreas Schifferer | 212    |
| 10   | Didier Cuche       | 211    |

| Rang | Nom                     | Points |
| ---- | ----------------------- | ------ |
| 1    | Renate Götschl          | 467    |
| 2    | Carole Montillet-Carles | 402    |
| 3    | Michaela Dorfmeister    | 391    |
| 4    | Hilde Gerg              | 390    |
| 5    | Maria Riesch            | 338    |
| 6    | Nadia Styger            | 292    |
| 7    | Alexandra Meissnitzer   | 267    |
| 8    | Silvia Berger           | 219    |
| 9    | Mélanie Suchet          | 207    |
| 10   | Brigitte Obermoser      | 195    |

### Géant
| Rang | Nom                   | Points |
| ---- | --------------------- | ------ |
| 1    | Bode Miller           | 410    |
| 2    | Kalle Palander        | 349    |
| 3    | Massimiliano Blardone | 266    |
| 4    | Benjamin Raich        | 255    |
| 5    | Davide Simoncelli     | 238    |
| 6    | Heinz Schilchegger    | 210    |
| 7    | Frédéric Covili       | 190    |
| 8    | Joël Chenal           | 187    |
| 9    | Andreas Schifferer    | 186    |
| 10   | Christoph Gruber      | 181    |

| Rang | Nom                   | Points |
| ---- | --------------------- | ------ |
| 1    | Anja Pärson           | 630    |
| 2    | Denise Karbon         | 343    |
| 3    | Maria José Rienda     | 339    |
| 4    | Elisabeth Görgl       | 293    |
| 5    | Tanja Poutiainen      | 279    |
| 6    | Nicole Hosp           | 260    |
| 7    | Alexandra Meissnitzer | 242    |
| 8    | Tina Maze             | 234    |
| 9    | Martina Ertl-Renz     | 230    |
| 10   | Michaela Dorfmeister  | 218    |

### Slalom
| Rang | Nom                | Points |
| ---- | ------------------ | ------ |
| 1    | Rainer Schönfelder | 630    |
| 2    | Kalle Palander     | 595    |
| 3    | Benjamin Raich     | 468    |
| 4    | Giorgio Rocca      | 429    |
| 5    | Bode Miller        | 376    |
| 6    | Mario Matt         | 352    |
| 7    | Manfred Pranger    | 347    |
| 8    | Truls Ove Karlsen  | 262    |
| 9    | Manfred Mölgg      | 236    |
| 10   | Thomas Grandi      | 221    |

| Rang | Nom                        | Points |
| ---- | -------------------------- | ------ |
| 1    | Anja Pärson                | 770    |
| 2    | Marlies Schild             | 447    |
| 3    | Monika Bergmann-Schmuderer | 437    |
| 4    | Tanja Poutiainen           | 390    |
| 5    | Elisabeth Görgl            | 339    |
| 6    | Nicole Hosp                | 306    |
| 7    | Martina Ertl-Renz          | 299    |
| 8    | Kristina Koznick           | 297    |
| 9    | Maria Riesch               | 245    |
| 10   | Sarka Zahrobska            | 244    |

### Combiné
| \| Rang \| Nom \| Points \| \| ---- \| ------------------ \| ------ \| \| 1 \| Bode Miller \| 200 \| \| 2 \| Benjamin Raich \| 160 \| \| 3 \| Lasse Kjus \| 120 \| \| 4 \| Pierrick Bourgeat \| 91 \| \| 5 \| Michael Walchhofer \| 82 \| \| 6 \| Aksel Lund Svindal \| 77 \| \| 7 \| Silvan Zurbriggen \| 74 \| \| 8 \| Ondrej Bank \| 42 \| \| 9 \| Andrej Sporn \| 40 \| \| 10 \| Hermann Maier \| 38 \| \| \| Didier Cuche \| 38 \| \| \| Ambrosi Hoffmann \| 38 \| Classement final après 2 courses. |                    |        |
| Rang | Nom                | Points |
| 1 | Bode Miller        | 200    |
| 2 | Benjamin Raich     | 160    |
| 3 | Lasse Kjus         | 120    |
| 4 | Pierrick Bourgeat  | 91     |
| 5 | Michael Walchhofer | 82     |
| 6 | Aksel Lund Svindal | 77     |
| 7 | Silvan Zurbriggen  | 74     |
| 8 | Ondrej Bank        | 42     |
| 9 | Andrej Sporn       | 40     |
| 10 | Hermann Maier      | 38     |
| | Didier Cuche       | 38     |
| | Ambrosi Hoffmann   | 38     |

## Calendrier et résultats

### Messieurs
| Date             | Lieu          | Épreuve     | Vainqueur          | Second                              | Troisième                           |
| ---------------- | ------------- | ----------- | ------------------ | ----------------------------------- | ----------------------------------- |
| 26 octobre 2003  | Sölden        | Géant       | Bode Miller        | Frédéric Covili                     | Joël Chenal                         |
| 22 novembre 2003 | Park City     | Géant       | Bode Miller        | Andreas Schifferer                  | Hans Knauss                         |
| 24 novembre 2003 | Park City     | Slalom      | Kalle Palander     | Rainer Schönfelder                  | Manfred Pranger                     |
| 29 novembre 2003 | Lake Louise   | Descente    | Michael Walchhofer | Erik Guay                           | Antoine Dénériaz                    |
| 30 novembre 2003 | Lake Louise   | Super G     | Hermann Maier      | Michael Walchhofer                  | Stephan Eberharter                  |
| 5 décembre 2003  | Beaver Creek  | Descente I  | Daron Rahlves      | Stephan Eberharter Bjarne Solbakken |                                     |
| 6 décembre 2003  | Beaver Creek  | Descente II | Hermann Maier      | Hans Knauss                         | Andreas Schifferer                  |
| 7 décembre 2003  | Beaver Creek  | Super G     | Bjarne Solbakken   | Hermann Maier                       | Hans Knauss                         |
| 14 décembre 2003 | Alta Badia    | Géant       | Kalle Palander     | Davide Simoncelli                   | Frédéric Covili                     |
| 15 décembre 2003 | Madonna       | Slalom      | Ivica Kostelić     | Giorgio Rocca                       | Manfred Pranger                     |
| 19 décembre 2003 | Val Gardena   | Super G     | Lasse Kjus         | Stephan Eberharter                  | Hermann Maier                       |
| 20 décembre 2003 | Val Gardena   | Descente    | Antoine Dénériaz   | Michael Walchhofer                  | Hans Knauss                         |
| 21 décembre 2003 | Alta Badia    | Géant       | Davide Simoncelli  | Kalle Palander                      | Bode Miller                         |
| 3 janvier 2004   | Flachau       | Géant       | Benjamin Raich     | Massimiliano Blardone               | Bjarne Solbakken                    |
| 4 janvier 2004   | Flachau       | Slalom      | Kalle Palander     | Manfred Pranger                     | Giorgio Rocca                       |
| 10 janvier 2004  | Chamonix      | Descente    | Stephan Eberharter | Lasse Kjus                          | Michael Walchhofer                  |
| 11 janvier 2004  | Chamonix      | Slalom      | Giorgio Rocca      | Pierrick Bourgeat                   | Bode Miller                         |
| 11 janvier 2004  | Chamonix      | Combiné     | Bode Miller        | Benjamin Raich                      | Lasse Kjus                          |
| 18 janvier 2004  | Wengen        | Slalom      | Benjamin Raich     | Rainer Schönfelder                  | Ivica Kostelić                      |
| 22 janvier 2004  | Kitzbühel     | Descente I  | Lasse Kjus         | Stephan Eberharter                  | Daron Rahlves                       |
| 23 janvier 2004  | Kitzbühel     | Super G     | Daron Rahlves      | Hermann Maier                       | Michael Walchhofer                  |
| 24 janvier 2004  | Kitzbühel     | Descente II | Stephan Eberharter | Daron Rahlves                       | Ambrosi Hoffmann                    |
| 25 janvier 2004  | Kitzbühel     | Slalom      | Kalle Palander     | Thomas Grandi                       | Rainer Schönfelder                  |
| 25 janvier 2004  | Kitzbühel     | Combiné     | Bode Miller        | Benjamin Raich                      | Lasse Kjus                          |
| 27 janvier 2004  | Schladming    | Slalom      | Benjamin Raich     | Manfred Mölgg                       | Kalle Palander                      |
| 30 janvier 2004  | Garmisch      | Descente I  | Didier Cuche       | Daron Rahlves                       | Stephan Eberharter                  |
| 31 janvier 2004  | Garmisch      | Descente II | Stephan Eberharter | Fritz Strobl                        | Alessandro Fattori                  |
| 1er février 2004 | Garmisch      | Super G     | Hermann Maier      | Pierre-Emmanuel Dalcin              | Tobias Grünenfelder                 |
| 7 février 2004   | Adelboden     | Géant       | Kalle Palander     | Massimiliano Blardone               | Christoph Gruber Heinz Schilchegger |
| 8 février 2004   | Adelboden     | Slalom      | Rainer Schönfelder | Bode Miller                         | Benjamin Raich                      |
| 14 février 2004  | Sankt Anton   | Descente    | Hermann Maier      | Stephan Eberharter                  | Johann Grugger Heinz Schilchegger   |
| 15 février 2004  | Sankt Anton   | Slalom      | Bode Miller        | Kalle Palander                      | Mario Matt                          |
| 28 février 2004  | Kranjska Gora | Géant       | Bode Miller        | Alberto Schieppati                  | Alexander Ploner Fredrik Nyberg     |
| 29 février 2004  | Kranjska Gora | Slalom      | Truls Ove Karlsen  | Tom Stiansen                        | Mario Matt                          |
| 6 mars 2004      | Kvitfjell     | Descente    | Stephan Eberharter | Fritz Strobl                        | Antoine Dénériaz                    |
| 7 mars 2004      | Kvitfjell     | Super G     | Daron Rahlves      | Bjarne Solbakken                    | Hermann Maier                       |
| 10 mars 2004     | Sestrière     | Descente    | Daron Rahlves      | Fritz Strobl                        | Stephan Eberharter                  |
| 11 mars 2004     | Sestrière     | Super G     | Hermann Maier      | Stephan Eberharter                  | Christoph Gruber                    |
| 14 mars 2004     | Sestrière     | Slalom      | Kalle Palander     | Rainer Schönfelder                  | Manfred Pranger                     |

### Dames
| Date             | Lieu              | Épreuve     | Vainqueur                            | Seconde                         | Troisième                                    |
| ---------------- | ----------------- | ----------- | ------------------------------------ | ------------------------------- | -------------------------------------------- |
| 25 octobre 2003  | Sölden            | Géant       | Martina Ertl-Renz                    | Anja Pärson                     | Maria José Rienda                            |
| 28 novembre 2003 | Park City         | Géant       | Anja Pärson                          | Nicole Hosp                     | Denise Karbon                                |
| 29 novembre 2003 | Park City         | Slalom      | Anja Pärson                          | Sonja Nef                       | Marlies Schild                               |
| 5 décembre 2003  | Lake Louise       | Descente I  | Carole Montillet-Carles              | Hilde Gerg                      | Kirsten Clark                                |
| 6 décembre 2003  | Lake Louise       | Descente II | Carole Montillet-Carles              | Michaela Dorfmeister            | Renate Götschl                               |
| 7 décembre 2003  | Lake Louise       | Super G     | Renate Götschl                       | Michaela Dorfmeister            | Hilde Gerg                                   |
| 13 décembre 2003 | Alta Badia        | Géant       | Denise Karbon                        | Nicole Hosp                     | Elisabeth Görgl                              |
| 16 décembre 2003 | Madonna           | Slalom I    | Anja Pärson                          | Laure Pequegnot                 | Nicole Hosp                                  |
| 17 décembre 2003 | Madonna           | Slalom II   | Nicole Hosp                          | Anja Pärson                     | Marlies Schild                               |
| 20 décembre 2003 | Saint-Moritz      | Descente    | Renate Götschl                       | Hilde Gerg                      | Maria Riesch                                 |
| 27 décembre 2003 | Lienz             | Géant       | Nicole Hosp                          | Renate Götschl                  | Kirsten Clark                                |
| 28 décembre 2003 | Lienz             | Slalom      | Anja Pärson                          | Nicole Hosp                     | Monika Bergmann-Schmuderer                   |
| 4 janvier 2004   | Megève            | Super G     | Alexandra Meissnitzer                | Renate Götschl                  | Michaela Dorfmeister                         |
| 5 janvier 2004   | Megève            | Slalom      | Anja Pärson                          | Marlies Schild                  | Martina Ertl-Renz Monika Bergmann-Schmuderer |
| 10 janvier 2004  | Veysonnaz         | Descente    | Renate Götschl                       | Michaela Dorfmeister Hilde Gerg |                                              |
| 11 janvier 2004  | Veysonnaz         | Super G     | Hilde Gerg                           | Michaela Dorfmeister            | Silvia Berger                                |
| 14 janvier 2004  | Cortina d'Ampezzo | Super G I   | Geneviève Simard                     | Maria Riesch                    | Hilde Gerg                                   |
| 16 janvier 2004  | Cortina d'Ampezzo | Super G II  | Renate Götschl                       | Martina Ertl-Renz               | Hilde Gerg                                   |
| 17 janvier 2004  | Cortina d'Ampezzo | Descente I  | Hilde Gerg                           | Renate Götschl                  | Carole Montillet-Carles                      |
| 18 janvier 2004  | Cortina d'Ampezzo | Descente II | Carole Montillet-Carles              | Renate Götschl                  | Lindsey Kildow                               |
| 24 janvier 2004  | Maribor           | Géant       | Anja Pärson                          | Michaela Dorfmeister            | Maria José Rienda                            |
| 25 janvier 2004  | Maribor           | Slalom      | Anja Pärson                          | Marlies Schild                  | Nicole Hosp                                  |
| 30 janvier 2004  | Haus im Ennstal   | Descente I  | Maria Riesch                         | Isolde Kostner                  | Renate Götschl                               |
| 31 janvier 2004  | Haus im Ennstal   | Descente II | Isolde Kostner                       | Renate Götschl                  | Fränzi Aufdenblatten                         |
| 1er février 2004 | Haus im Ennstal   | Super G     | Carole Montillet-Carles Maria Riesch |                                 | Michaela Dorfmeister                         |
| 7 février 2004   | Zwiesel           | Géant       | Anja Pärson                          | Tina Maze                       | Renate Götschl                               |
| 8 février 2004   | Zwiesel           | Slalom      | Anja Pärson                          | Monika Bergmann-Schmuderer      | Veronika Zuzulová                            |
| 21 février 2004  | Åre               | Super G     | Renate Götschl                       | Carole Montillet-Carles         | Brigitte Obermoser                           |
| 22 février 2004  | Åre               | Géant       | Anja Pärson                          | Maria José Rienda               | Elisabeth Görgl                              |
| 28 février 2004  | Levi              | Slalom I    | Tanja Poutiainen                     | Elisabeth Görgl                 | Maria Riesch                                 |
| 29 février 2004  | Levi              | Slalom II   | Maria Riesch                         | Elisabeth Görgl                 | Martina Ertl-Renz                            |
| 10 mars 2004     | Sestrière         | Descente    | Renate Götschl                       | Sylviane Berthod                | Isolde Kostner                               |
| 11 mars 2004     | Sestrière         | Super G     | Nadia Styger                         | Maria Riesch                    | Michaela Dorfmeister                         |
| 13 mars 2004     | Sestrière         | Slalom      | Marlies Schild                       | Sarah Schleper                  | Tanja Poutiainen                             |
| 14 mars 2004     | Sestrière         | Géant       | Anja Pärson                          | Denise Karbon                   | Alexandra Meissnitzer                        |

## Coupe des nations
| Rang | Nom        | Points |
| ---- | ---------- | ------ |
| 1    | Autriche   | 16799  |
| 2    | Italie     | 4925   |
| 3    | Suisse     | 4810   |
| 4    | États-Unis | 4481   |
| 5    | Allemagne  | 4056   |
| 6    | France     | 3780   |
| 7    | Norvège    | 3280   |
| 8    | Suède      | 3128   |
| 9    | Finlande   | 1782   |
| 10   | Canada     | 1552   |

| Rang | Nom        | Points |
| ---- | ---------- | ------ |
| 1    | Autriche   | 10403  |
| 2    | Italie     | 3021   |
| 3    | Suisse     | 2626   |
| 4    | Norvège    | 2569   |
| 5    | États-Unis | 2540   |
| 6    | France     | 1658   |
| 7    | Finlande   | 1076   |
| 8    | Suède      | 914    |
| 9    | Canada     | 657    |
| 10   | Slovénie   | 600    |

| Rang | Nom        | Points |
| ---- | ---------- | ------ |
| 1    | Autriche   | 6396   |
| 2    | Allemagne  | 3730   |
| 3    | Suède      | 2214   |
| 4    | Suisse     | 2184   |
| 5    | France     | 2122   |
| 6    | États-Unis | 1941   |
| 7    | Italie     | 1904   |
| 8    | Canada     | 895    |
| 9    | Norvège    | 711    |
| 10   | Finlande   | 706    |

Classement final